# Cassano delle Murge
Cassano delle Murge (Casséne en dialecto local, hasta 1863 llamada Cassano) es un pueblo italiano de 14 722 habitantes de la ciudad metropolitana de Bari, en Apulia. El pueblo es conocido sobre todo por la presencia en su territorio del Bosque Mercadante, un amplio pinar equipado que data de 1928, cuando fue creado con el fin de evitar el desequilibrio hidrogeológico de la Murgia.

## Orígenes del nombre
Según algunos deriva del nombre latino de persona Cassius con la adición del sufijo -anus. Según otros el nombre se refiere al antiguo culto por el Dios Jano al que estaba dedicado un pequeño templo, es decir la casa Jani. De esta circunstancia se derivaría el topónimo de la ciudad, "Casa Jani".
En realidad, esta derivación propuesta por el historiador local Nicola Alessandrelli es bastante dudosa, ya que casa en latín corresponde a domus.
Una hipótesis alternativa es que el nombre derivaría de gens Cassia.
En la época del Alto Imperial toda Apulia fue objeto de centuriación por parte de los romanos, por lo que podría ser Cassianum, es decir, propiedad de la familia Cassia. Por excavaciones efectuadas, parece que en la actual Piazzetta delle Quattro Colonne se cruzaron el cardo máximo (eje Vía Sanges-Vía Cavour) y el decumano máximo (eje vía Bondadoso-Vía Magg. Turitto). Cassano, además, se levanta sobre una correa de conexión entre la vía Traiana y la Vía Appia y parece que la localidad era una estación de parada y de Camino de los caballos. 
Recientemente bajo el pavimento del Palacio Miani se ha descubierto un mosaico romano que probaría la existencia en aquel punto de una villa romana, en observancia de la costumbre de construir los edificios más importantes cerca dee las encrucijadas más importantes. En Italia están presentes siete Cassano, por lo que en 1862 se añadió también "delle Murge" para distinguirlo de los demás. La especificación se refiere a la conocida meseta pugliese.

## Historia

### Época prehistórica
Cientos de artefactos de piedra, pinturas, varios objetos encontrados en las cuevas alrededor de la ciudad nos cuentan acerca de asentamientos prehistóricos. El reciente descubrimiento de un menhir, que se remonta al 2500-2000 a. C. confirma, entre otras cosas, la antigüedad de la presencia humana en estas regiones.

### Época romana
Los orígenes de Cassano parecen remontarse a la edad romana, como confirman numerosos hallazgos arqueológicos, como el reciente descubrimiento de un precioso suelo musivo del siglo V. Siempre en la edad tardía antigua, en un punto del territorio llamado "Lago de Batalla" tuvo lugar un enfrentamiento relativo a la Guerra gótica entre el ejército del Imperio Romano de Oriente y las tropas del godo Totila, durante el cual se distinguiría, por valor, una mujer casanesa vestida de guerrera, que caería heroicamente. Para honrar su memoria, los camaradas le erigieron un monumento con un montón de piedras, llamado aún hoy "Espejo de femina muerta".
Debido a la típica conformación kárstica del territorio, se encuentran numerosas cuevas. La más grande se encuentra a unos 3 km de la aglomeración urbana, la cueva llamada "de Cristo", descubierta en el siglo XVII . A dos km al este encontramos la tumba de "Pasciullo", a 180 metros de profundidad y aún por explorar. A tres km al sureste, brota una fuente llamada "Pozo de Conetto".
Investigaciones históricas han determinado la existencia de un templo dedicado a Jano en el lugar donde hoy se encuentra la iglesia del SS. Crocifisso.

## Geografía física

### Clima
El clima de Cassano delle Murge es de tipo mediterráneo fresco, con inviernos no muy fríos y veranos cálidos y secos. Las precipitaciones son de alrededor de 700 mm/año, por lo tanto generalmente abundantes en invierno, otoño y en primavera y escasas en verano, de julio a septiembre, aunque no faltan tormentas por la tarde. La nieve cae casi exclusivamente en enero y febrero, durante las olas de aire frío procedentes de los Balcanes o del norte de Europa. En invierno el viento predominante es el siroco o el libeccio.
| Parámetros climáticos promedio de Cassano delle Murge · (1971-2000) | Parámetros climáticos promedio de Cassano delle Murge · (1971-2000) | Parámetros climáticos promedio de Cassano delle Murge · (1971-2000) | Parámetros climáticos promedio de Cassano delle Murge · (1971-2000) | Parámetros climáticos promedio de Cassano delle Murge · (1971-2000) | Parámetros climáticos promedio de Cassano delle Murge · (1971-2000) | Parámetros climáticos promedio de Cassano delle Murge · (1971-2000) | Parámetros climáticos promedio de Cassano delle Murge · (1971-2000) | Parámetros climáticos promedio de Cassano delle Murge · (1971-2000) | Parámetros climáticos promedio de Cassano delle Murge · (1971-2000) | Parámetros climáticos promedio de Cassano delle Murge · (1971-2000) | Parámetros climáticos promedio de Cassano delle Murge · (1971-2000) | Parámetros climáticos promedio de Cassano delle Murge · (1971-2000) | Parámetros climáticos promedio de Cassano delle Murge · (1971-2000) |
| Mes                                                                 | Ene.                                                                | Feb.                                                                | Mar.                                                                | Abr.                                                                | May.                                                                | Jun.                                                                | Jul.                                                                | Ago.                                                                | Sep.                                                                | Oct.                                                                | Nov.                                                                | Dic.                                                                | Anual                                                               |
| ------------------------------------------------------------------- | ------------------------------------------------------------------- | ------------------------------------------------------------------- | ------------------------------------------------------------------- | ------------------------------------------------------------------- | ------------------------------------------------------------------- | ------------------------------------------------------------------- | ------------------------------------------------------------------- | ------------------------------------------------------------------- | ------------------------------------------------------------------- | ------------------------------------------------------------------- | ------------------------------------------------------------------- | ------------------------------------------------------------------- | ------------------------------------------------------------------- |
| Temp. máx. media (°C)                                               | 10.2                                                                | 10.6                                                                | 13.1                                                                | 16.5                                                                | 22.2                                                                | 26.9                                                                | 29.8                                                                | 29.6                                                                | 25.3                                                                | 19.8                                                                | 14.4                                                                | 11.3                                                                | 19.1                                                                |
| Temp. mín. media (°C)                                               | 2.2                                                                 | 2.1                                                                 | 3.6                                                                 | 5.8                                                                 | 10.1                                                                | 14.0                                                                | 16.6                                                                | 16.7                                                                | 13.6                                                                | 10.3                                                                | 6.1                                                                 | 3.4                                                                 | 8.7                                                                 |
| Precipitación total (mm)                                            | 50.2                                                                | 71.2                                                                | 60.5                                                                | 45.7                                                                | 43.4                                                                | 29.5                                                                | 23.6                                                                | 32.2                                                                | 45.4                                                                | 67.7                                                                | 67.0                                                                | 60.1                                                                | 596.5                                                               |
| Días de precipitaciones (≥ 1 mm)                                    | 7                                                                   | 8                                                                   | 7                                                                   | 7                                                                   | 6                                                                   | 4                                                                   | 3                                                                   | 3                                                                   | 5                                                                   | 7                                                                   | 8                                                                   | 7                                                                   | 72                                                                  |
| Humedad relativa (%)                                                | 79                                                                  | 75                                                                  | 73                                                                  | 70                                                                  | 68                                                                  | 63                                                                  | 61                                                                  | 63                                                                  | 69                                                                  | 75                                                                  | 80                                                                  | 80                                                                  | 71.3                                                                |
| [cita requerida]                                                    |                                                                     |                                                                     |                                                                     |                                                                     |                                                                     |                                                                     |                                                                     |                                                                     |                                                                     |                                                                     |                                                                     |                                                                     |                                                                     |

## Monumentos y lugares de interés

### Arquitecturas religiosas
- Convento de Maria Santísima de los Ángeles
- Iglesia de Santa Maria Assunta (iglesia matriz - sede parroquial)
- Iglesia de la Virgen de las Gracias (sede parroquial)
- Iglesia del Santísimo Crucifijo
- Iglesia de San José
- Iglesia de San Nicola
- Iglesia de San Rocco
- Capilla de la Inmaculada
- Capilla de la Virgen de Costantinopla

### Arquitecturas civiles
- Palacio Miani

## Sociedad

### Evolución demográfica
Datos de Istituto nazionale di statistica.

### Etnias y minorías extranjeras
Los extranjeros residentes en el municipio son 553. A continuación se presentan los grupos más grandes:
- Albania, 402
- Rumanía, 122

## Cultura

### Cine
El municipio de Cassano delle Murge se ha convertido en un escenario de cine en varias ocasiones.
El director milanés Mauri realizó entre 1930 y 1931 una de las últimas películas mudas del cine Italiano, y una de las primeras películas rodadas en Apulia. Idillio infranto - Película folklórica de Apulia, este el título, que tuvo como protagonista femenina Mantovani y un elenco de actores aficionados, con Michele Silecchia y Filippo Ilbello. El fotógrafo Perugini hizo las tomas y algunas escenas fueron filmadas en el campo de la Murgia, cerca de Cassano delle Murge. La película, en blanco y negro, tiene una duración de 53 minutos.
Otra película es Tres hermanos (1981) una película de Francesco Rosi con Michele Placido, Philippe Noiret, Vittorio Mediodía, Charles Vanel.
En 2004 el director de Apulia Sergio Rubini filmó L'amore ritorna, con Margarita Buy y Mariangela Melato.

### Arte
En 2016 se celebró el Apulia Land Art Festival por Massimo Nardi. Más de 20 países en el mundo, aceptando solicitudes de casi 100 artistas, e invitando, a medida final, 11.11. Los artistas de esta edición de ALAF, embajadas de cada cultura, se caracterizan por curricula muy diversos, heterogéneos y, al mismo tiempo, complementarios. Harvard, Cambridge, University College of London, IED, Academia de Bulgaria y muchas otras instituciones representadas, creando un urbi et orbi del arte en el silvano Bosco di Mesola, una periferia de las periferias, que según lo previsto por los estados del festival, se convierte, durante una semana, en una de las protagonistas de la escena artística contemporánea italiana.

## Economía

### Artesanía
Entre las actividades más tradicionales y conocidas se encuentran las artesanales, que se distinguen por la elaboración de mimbre y juncus, destinados a la realización de objetos de decoración.

## Administración
A continuación se presenta un cuadro de las administraciones que se han sucedido en este municipio.

## Deporte
- ASD Atlético Cassano - Liga de aficionados de fútbol de 5 militantes en el campeonato de serie A2.
- ASD Volley Cassano - Sociedad amateur de voleibol militante en el sector juvenil y en la serie D.
- ASD Cassano skating - Club de patinaje artístico de aficionados que participa anualmente a campeonatos regionales y nacionales.